# そして、バトンは渡された
『そして、バトンは渡された』（そして、バトンはわたされた）は、瀬尾まいこの小説であり、2018年2月に文藝春秋より出版された。

## 概要
2019年に同作は本屋大賞を受賞した他、TBS『王様のブランチ』ブランチBOOK大賞2018、紀伊國屋書店・キノベス!2019などで大賞を受賞している。また、2019年の「二十歳が一番読んだ小説ランキング」では3位にランクインしている。2021年10月時点で累計発行部数は110万部を突破している。
第31回山本周五郎賞で候補に選ばれている。
3人の父、2人の母、血の繋がらない親の間を「リレー」され、水戸→田中→泉ヶ原を経て、現在は4人目の父親森宮壮介と暮らす17歳、高校2年生の主人公・森宮優子が成長していく様子を描いている。

## 書誌情報
- 瀬尾まいこ 『そして、バトンは渡された』
  - 単行本：2018年2月22日発売、文藝春秋、ISBN 978-4-16-390795-6
  - 文庫本：2020年9月2日発売、文春文庫、ISBN 978-4-16-791554-4

## 映画
2021年10月29日に公開された。監督は前田哲、主演は永野芽郁。

### あらすじ
高校3年の森宮優子は、優しい父の壮介と2人暮し。泣きたい場面でも無駄に笑顔を振りまく優子は、その習性ゆえにクラスでも浮いた存在だった。技術不足にも拘わらず、卒業式の合唱のピアノ奏者を押し付けられる優子。
一方で、「みぃたん」と呼ばれる小学生の少女の家に、梨花という新しい母親がやって来た。梨花は浪費家でお調子者だが、その一方で気立てが良く、「みぃたん」を手放せないほど愛してしまった。
ある日、「みぃたん」の実父の水戸秀平が、突然ブラジルに移住すると言い出した。妻の梨花は移住を拒否して離婚。「みぃたん」と離れたくない梨花は、言葉巧みに「みぃたん」を日本に残らせ、自分の旧姓の田中姓にしてしまった。
「みぃたん」が友達の影響でピアノに興味を持つと、義母の梨花は、大金持ちの泉ヶ原という老人と再婚した。泉ヶ原の屋敷にはグランドピアノがあったのだ。優しい泉ヶ原に大切にされる「みぃたん」。
ところが義母の梨花は、大金持ちの生活が窮屈だと家を飛び出し、新しい結婚相手を見つけてしまった。
この時、梨花が再婚した相手が森宮壮介。連れ子として森宮姓になった「みぃたん」こそが、優子の幼い頃の姿だったのだ。
義母の梨花はその後に森宮家も飛び出し、行方不明になっていた。
同学年の早瀬賢人や、義父の壮介に励まされ、優子は何とか卒業式のピアノ演奏を成功させた。数年後、早瀬賢人と再会した優子は、結婚を誓い合った。
そんな優子の元へ、行方不明の義母の梨花から便りが届いた。実父の水戸秀平が日本に帰っていると言うのだ。
実父の秀平と再会した優子の元へ、2番目の父である泉ヶ原から、梨花の死を看取ったとの知らせが届いた。
実は梨花は以前から重い病気を患っていた。ブラジルに同行しなかったのも、優子を置いて失踪したのも、病気を隠すためだった。再婚を繰り返したのは、自分の亡き後、優子に最適の父親を用意するためだったのだ。
やがて結婚式の日、式場には3人の父が揃っていた。3番目の父である壮介は、｢親たちから渡されたバトンを、しっかり受け取れ｣と、花婿の早瀬に優子を託すのだった。

### キャスト
森宮優子
演 - 永野芽郁
継母の梨花に振り回される形で、現在までに3回苗字が変わるという複雑な環境で過ごしている。
現在の父の壮介のことは敬意をこめて「森宮さん」と呼んでいる。
森宮壮介
演 - 田中圭
優子の継父で現在の父親。梨花との結婚式直前で娘の優子がいることを知らされ、結婚後に梨花は去ってしまう。
優子との距離感に少し困惑しながらも、優子を誰よりも大切に思っている。
早瀬賢人
演 - 岡田健史
優子の高校の同級生で、ピアノがすごく上手。優子に惹かれている。
みぃたん
演 - 稲垣来泉
友達思いで泣き虫。いつもみぃみぃ泣いていたことから呼ばれ出した。
継母ではあるが、梨花を慕っており、梨花に言われたとおり頑張って笑顔になろうとしている。
美人先生
演 - 朝比奈彩
水戸香織
演 - 安藤裕子
秀平帰国後の再婚相手。
早瀬の母
演 - 戸田菜穂
家政婦の吉見さん
演 - 木野花
梨花
演 - 石原さとみ
何度も夫を代える奔放な女性に思えるが、実は優子の幸せを一番に考えて行動している。
水戸秀平
演 - 大森南朋
梨花が選んだ最初の夫。優子の実の父親。夢を叶えようとしてブラジルで事業をしようとする。
ブラジル行きは梨花に反対され、優子も梨花と日本に残ることを希望したため、単身でいくことになる。
泉ヶ原茂雄
演 - 市村正親
梨花が選んだ2番目の夫。
優子の希望でピアノを習わせるための手段として梨花が結婚したが、優子のことはとても大事にしてくれている。
優子の友人
演 - 萩原みのり、中井千聖
高校の同級生。最初は優子のことを嫌っていたが、親しい友人になり優子の結婚式にも出席している。

### スタッフ
- 原作：瀬尾まいこ『そして、バトンは渡された』（文春文庫刊）[12]
- 監督：前田哲[12]
- 脚本：橋本裕志[12]
- 音楽：富貴晴美[19]
- インスパイアソング：SHE'S「Chained」（ユニバーサル ミュージック）[20]
- 製作：高橋雅美、池田宏之、沢桂一、堀義貴、中部嘉人、高津英泰、弓矢政法、渡辺章仁、細野義朗
- エグゼクティブプロデューサー：下枝奨、伊藤響、菅井敦
- プロデューサー：田口生己、飯沼伸之、白石裕菜
- アソシエイトプロデューサー：古林茉莉
- 撮影：山本英夫
- 照明：小野晃
- 音響：白取貢
- 美術：倉本愛子
- 装飾：西尾共未
- 衣装：宮本茉莉
- ヘアメイク：百瀬広美
- 編集：高橋幸一
- VFXスーパーバイザー：諸星勲
- 音響効果：北田雅也
- 音楽プロデューサー：千陽崇之
- キャスティング：田端利江、山下葉子
- 記録：井手希美
- 助監督：山下久義
- 制作担当：白石治
- ラインプロデューサー：伊藤学
- 制作プロダクション：ホリプロ
- 配給：ワーナー・ブラザース映画[12]
- 製作幹事：ワーナー・ブラザース映画、日本テレビ放送網
- 製作：映画「そして、バトンは渡された」製作委員会（ワーナー・ブラザース映画、日本テレビ放送網、ホリプロ、文藝春秋、読売テレビ放送、ジェイアール東日本企画、ローソンエンタテインメント、S・D・P、札幌テレビ放送、宮城テレビ放送、静岡第一テレビ、中京テレビ放送、広島テレビ放送、福岡放送）[12]

### 受賞歴
- 第45回日本アカデミー賞[21]
  - 優秀主演女優賞 - 永野芽郁
  - 優秀助演女優賞 - 石原さとみ

### テレビ放送
| 回 | 放送日         | 放送局     | 放送時間（JST）   | 放送枠                     | 視聴率 | 備考         | 出典   |
| -- | -------------- | ---------- | ----------------- | -------------------------- | ------ | ------------ | ------ |
| 1  | 2022年11月11日 | 日本テレビ | 金曜21:00 - 23:34 | 金曜ロードショー （第2期） |        | 地上波初放送 | [ 22 ] |